# Фёдоровский гидроузел
Фёдоровский гидроу́зел — гидротехническое сооружение на Кубани (Краснодарский край).
45°06′05″ с. ш. 38°29′19″ в. д.

### Расположение
Вблизи хутора Прикубанский на реке Кубань (в 153 км от её устья) в 2 км северо-восточнее станицы Фёдоровской Абинского района Краснодарского края (в 30 км к западу от Краснодара).

## Назначение
Фёдоровский гидроузел осуществляет подачу воды на оросительные системы рисовых полей (чеков) Кубани от одноимённой реки посредством Фёдоровского канала.
Гидроузел символически обозначен на флаге Фёдоровского сельского поселения.

## История
Фёдоровский гидроузел является градообразующим предприятием.
В 1961 году было принято решение правительства о создании гидроузла и моста через реку Кубань; после введения в эксплуатацию гидроузла, русло Кубани в районе хуторов Прикубанского и Екатериновского пошло по новому пути.
Автодорога через дамбу — важная часть региональной транспортной инфраструктуры.
Строился с 1965 по 1967 год. Расчётное долголетие: 50 лет.
По окончании расчётного срока, были начаты мероприятия по укреплению, рассчитанные изначально на 3 года. В дальнейшем, срок был уменьшен вдвое.
В 2017 году мост был признан аварийным: по нему было запрещено движение грузового транспорта, а затем и легкового.
Ремонтные работы были начаты в 2021 году.
В ходе намечавшейся реконструкции, должна была быть устроена система контроля за состоянием дамбы.

## Конструкция
В состав Фёдоровского гидроузла входят:
- водоподъёмная железобетонная плотина пропускной способностью 1500 м3/сек,
  - состоящая из семипролётного шлюза с шириной каждого пролёта 12 м;
- судоходный шлюз с камерой шлюзования размером 100 х 15 м и временем шлюзования 24 минуты;
- рыбоход им.Солдатова – многоступенчатый шлюз длиной 275 м и шириной 10 м;
- земляная плотина, перекрывающая старое русло реки Кубани:
  - длиной 300 м,
  - шириной поверху 12 м и
  - высотой 9 м;
- канал спрямления (новое подводящее и отводящее русло):
  - общей длиной 1460 м и
  - шириной по дну 220 м;
- рыбоподъёмник для пересадки рыбы в верхний бьеф при работе гидроузла в подпоре;
- дополнительно встроенный пролёт (1982 г.) размерами 70х10 м.

По верхнему гребню дамбы проходит автодорога.

### Авария
22 апреля 2022 года произошла авария с практически полным разрушением гидроузла. Водой были снесены пять пролётов моста.
Автомобилей на мосту, на момент аварии, не было. Жертв нет.
Подтопления населённых пунктов не произошло. «Отрезания от внешнего мира» также не произошло.
2022 год — существует угроза для режима полива ~80 % рисовых полей региона; при расчётных темпах восстановительных работ по созданию временной дамбы, проблема может быть ликвидирована.

#### Восстановительные работы
Восстановительные работы производились круглосуточно, в три потока:
1. Углубление фарватера земснарядом
2. Создание временной дамбы плотины (ведётся с обеих сторон)
3. Собственно, восстановление разрушенной части гидроузла.

Первичные восстановительные работы были завершены, как и планировалось, к 10-му мая — после чего, 13-го мая, времненая плотина вновь была прорвана.
Восстановить дамбу удалось только 21 июня.